# Evanyelía Platanioti
Evanyelía Platanioti (en griego: Ευαγγελια Πλατανιωτη; Atenas, 9 de agosto de 1994) es una deportista griega que compite en natación sincronizada.
Ganó cuatro medallas en el Campeonato Mundial de Natación, en los años 2022 y 2024, y dos medallas en el Campeonato Europeo de Natación de 2021. En los Juegos Europeos de Cracovia 2023 consiguió una medalla de bronce.

## Palmarés internacional
| Campeonato Mundial | Campeonato Mundial | Campeonato Mundial | Campeonato Mundial |
| Año                | Lugar              | Medalla            | Prueba             |
| ------------------ | ------------------ | ------------------ | ------------------ |
| 2022               | Budapest (Hungría) | Medalla de bronce  | Solo técnico       |
| 2022               | Budapest (Hungría) | Medalla de bronce  | Solo libre         |
| 2024               | Doha (Catar)       | Medalla de oro     | Solo técnico       |
| 2024               | Doha (Catar)       | Medalla de plata   | Solo libre         |
| Juegos Europeos    |                    |                    |                    |
| Año                | Lugar              | Medalla            | Prueba             |
| 2023               | Oświęcim (Polonia) | Medalla de bronce  | Dúo técnico        |
| Campeonato Europeo |                    |                    |                    |
| Año                | Lugar              | Medalla            | Prueba             |
| 2021               | Budapest (Hungría) | Medalla de plata   | Solo técnico       |
| 2021               | Budapest (Hungría) | Medalla de bronce  | Solo libre         |